# Confine tra India e Nepal
Il confine tra India e Nepal si estende per una lunghezza di 1758 km all'interno dei territori dell'Himalaya e della Pianura indo-gangetica. Il tracciato del confine fu stabilito al termine della guerra anglo-nepalese, con la ratifica del trattato di Sugauli del 1816 tra il Nepal e il Raj britannico, e confermato in seguito come confine tra Nepal e Repubblica dell'India quando questa acquisì l'indipendenza.

## Valichi di frontiera importanti
I valichi di frontiera principali di solito hanno dogane merci ed elaborano l'ingresso di immigrazione per cittadini di paesi terzi.
1. Panitanki, Darjeeling, Bengala Occidentale, India - Kakarbhitta, Nepal
2. Jogbani, Bihar, India - Biratnagar, Nepal
3. Raxaul, Bihar, India - Birgunj, Nepal (noto anche come Gateway of Nepal)
4. Sonauli, UP, India - Siddarthnagar, Bhairahawa, Nepal
5. Rupaidiha, UP - Nepalganj, Nepal
6. Banbasa, Uttarakhand, India - Bhimdatta, Nepal

## Controllo della frontiera

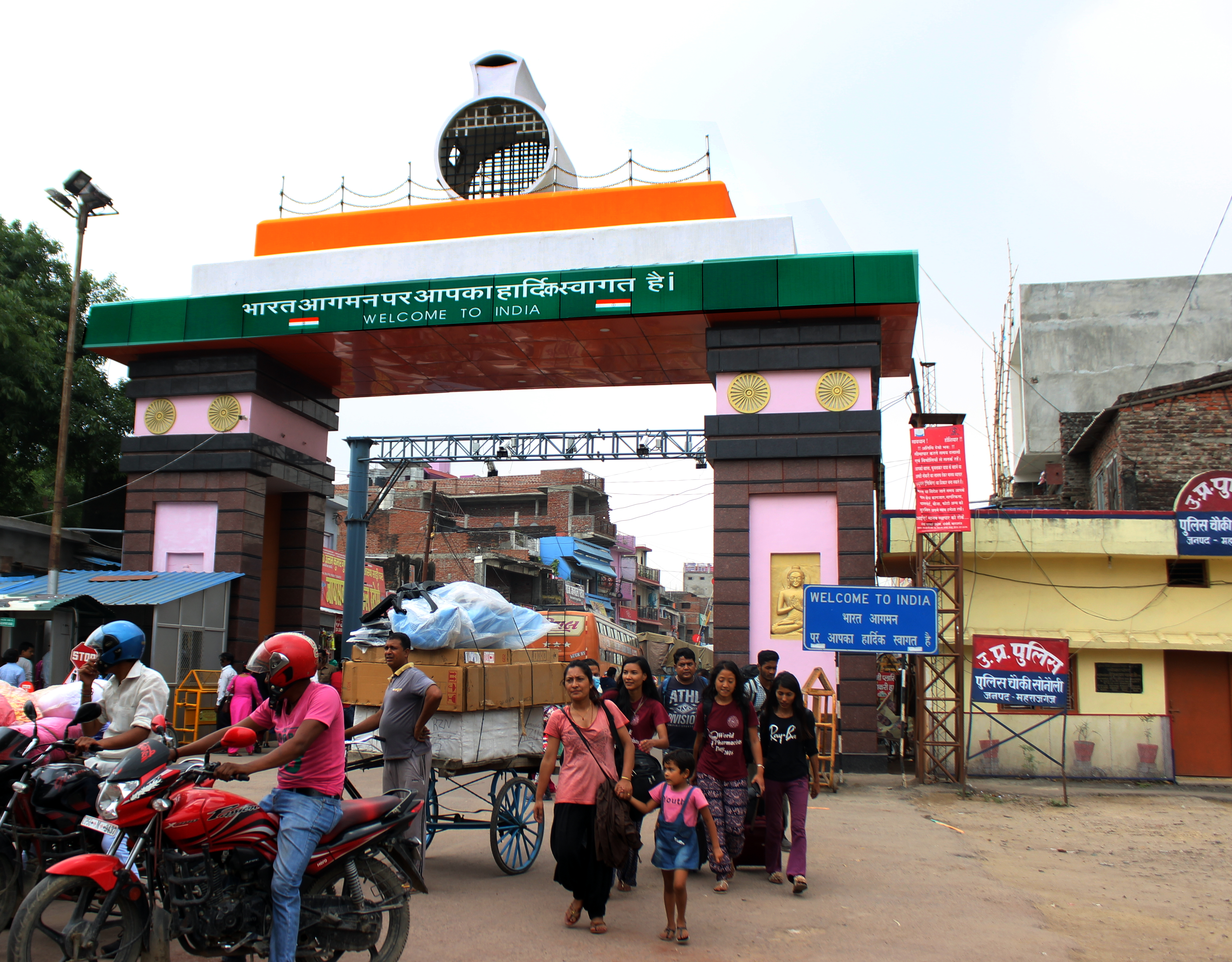
Frontiera nei pressi di Sonauli, Uttar Pradesh

Il confine tra India e Nepal è relativamente pacifico. I cittadini indiani e nepalesi non hanno bisogno di passaporti o visti per entrare nei rispettivi paesi, decine di migliaia di persone attraversano il confine ogni giorno per turismo e shopping.
Il lato indiano del confine è regolato dal Sashastra Seema Bal (SSB) insieme alla polizia locale. Il lato nepalese del confine è regolato dall'Armed Police Force (APF) insieme al ramo locale della polizia del Nepal. Spesso SSB (India) e APF (Nepal) eseguono pattuglie comuni al confine.
A livello locale, i funzionari distrettuali indiani e nepalesi si incontrano regolarmente per discutere delle sfide alla sicurezza e di altre questioni sulle rispettive porzioni di confine. A tali incontri partecipano di solito magistrati distrettuali, rappresentanti locali delle SSB, capi doganali indiani tra cui il Chief District Officer (CDO), polizia e capi doganali del Nepal.

## Dispute territoriali
Esistono due controversie territoriali esistenti tra India e Nepal, sul territorio di Kalapani, un'area di 400 chilometri quadrati nella triplice frontiera India-Nepal-Cina nel nord-ovest del Nepal e Susta a 140 chilometri quadrati area nel sud del Nepal. 